# Igor Postoupalski
Igor Stefanovich Postoupalski (russe : Игорь Стефанович Поступальский ; 1907-1989) est un écrivain, traducteur, historien de la littérature et bibliographe soviétique.

## Biographie
Il a commencé à publier des traductions et des critiques vers 1925, d'abord dans les recueils littéraires et artistiques de Panorama rouge (Красная панорама) puis de la revue Le Burin (Резец) et d'autres périodiques de Leningrad. 
En 1937, il est arrêté avec Vladimir Narbout et d'autres, sous l'accusation d'avoir créé une organisation nationaliste ukrainienne. Il est envoyé dans les camps de la Kolyma, où il rencontre et correspond avec Ossip Mandelstam,. 
Il est libéré après la Seconde Guerre mondiale et reprend son activité littéraire. Dans les années 1930 et 1960, il a collaboré au magazine Novy Mir.

## Activité littéraire
Comme traducteur, il a traduit du latin Horace, de l'ukrainien M. Bajan, M. Dolengo, M. Zerov, Maxime Rylski, Mykhaïl Semenko, S. Sosioura, Pavlo Tytchyna, P. Filipovitch, du biélorusse Maxime Bahdanovitch, de l'arménien (Yéghiché Tcharents, du français Leconte de Lisle, Arthur Rimbaud, Paul Valéry, et de l'italien (Giosuè Carducci, ainsi que les poèmes de Nikolaï Goumilev du russe vers le polonais. Il a également écrit des poèmes originaux en langue polonaise.
Il a fréquenté Anna Akhmatova, Ossip Mandelstam, Benedikt Livchits et correspondu avec Aleksandr Deutsch (ru), Sergueï Chervinslki (ru) et Constantin Paoustovski. Il a écrit sur l'œuvre de Valéri Brioussov (1933), sur les parcours de création de David Bourliouk (1930) et de Velimir Khlebnikov (1930) et des souvenirs sur Ossip Mandelsatm.
Pour la série « Monuments littéraires » de la maison d'édition Nauka, il a réalisé, avec N. I. Balachovy, des éditions de Charles Baudelaire, José-Maria de Heredia et Arthur Rimbaud.